# Doris Schmidauer

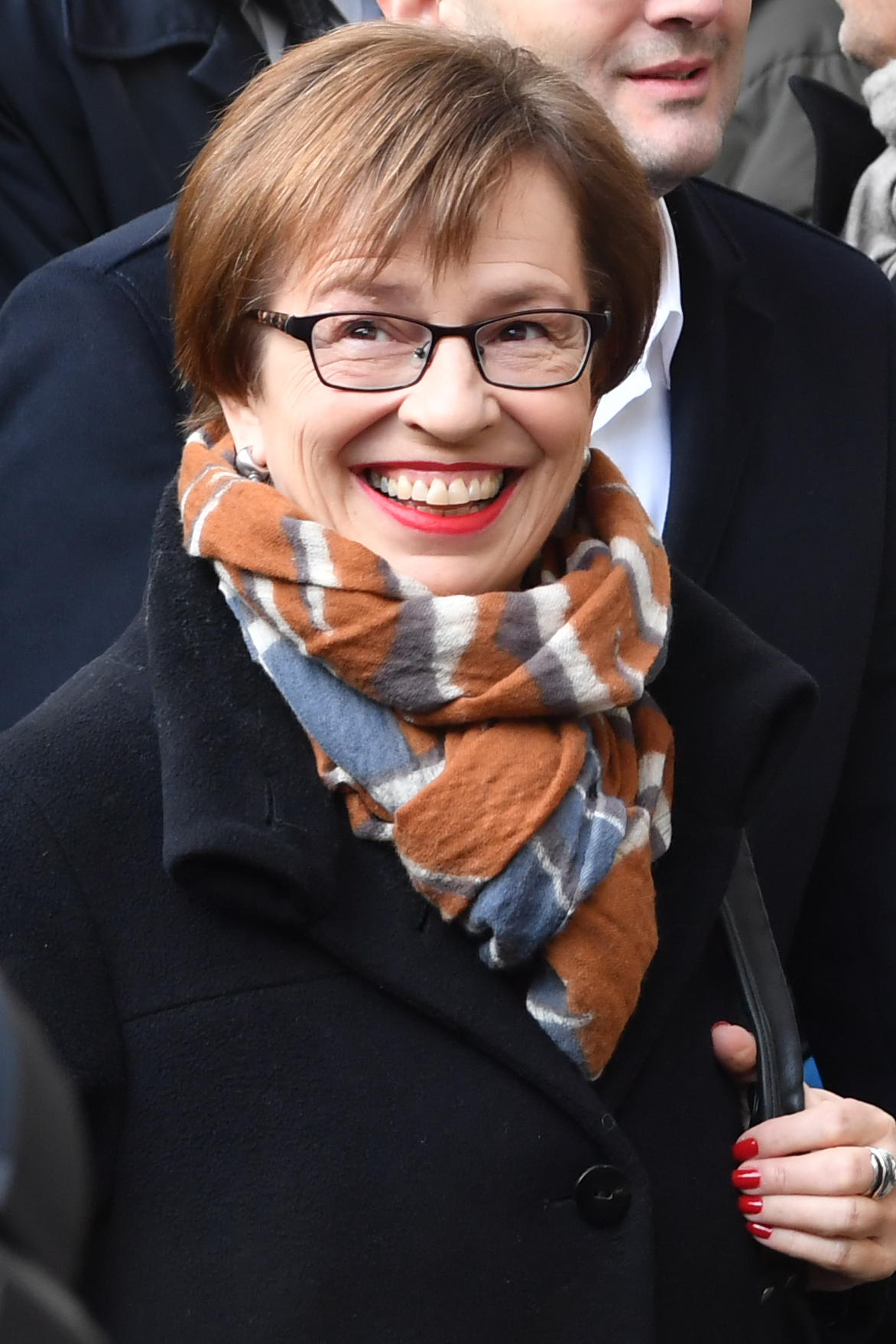
Doris Schmidauer (2016)

Doris Maria Schmidauer (* 21. September 1963 in Grieskirchen, Oberösterreich) ist eine österreichische Politikwissenschafterin und die Ehefrau des amtierenden österreichischen Bundespräsidenten Alexander Van der Bellen.

## Leben
Doris Schmidauer, geboren im oberösterreichischen Grieskirchen, wuchs im nur wenige Kilometer entfernten Peuerbach auf. Hier besuchte sie die Volksschule sowie im Anschluss daran das von Mädchen besuchte Realgymnasium in Wels. Nach der Matura zog Schmidauer nach Wien, wo sie an der dortigen Universität Politikwissenschaften studierte. Das Studium schloss sie 1988 als Mag. phil. ab. Während der Studienzeit wandte sie sich der Umweltbewegung zu. Sie arbeitete auch für die Austria Presse Agentur und das Dokumentationsarchiv des österreichischen Widerstandes.
1984 war sie beteiligt an der Besetzung der Hainburger Au und erlebte die Gründungszeit der Grünen mit. Ihre politische Einstellung bezeichnet sie als linksliberal. Sie ist eine überzeugte Feministin und Klimaschützerin.
Schmidauer setzt sich auch für soziale Gerechtigkeit, Gleichstellung der Geschlechter, Bekämpfung von Armut und Obdachlosigkeit, Bildung und gegen Gewalt gegen Frauen ein.
Seit 1989 ist sie Mitglied der Grünen, nachdem sie Peter Pilz geholfen hatte, den Untersuchungsausschuss im Noricum-Skandal zu leiten. Von 1996 bis 1999 war sie parlamentarische Mitarbeiterin ihres späteren Mannes und Vorsitzenden der Grünen, Alexander Van der Bellen. Diesen heiratete sie im Dezember 2015. Seit 26. Jänner 2017 ist Van der Bellen Bundespräsident von Österreich. Sie ist auch seine engste politische Beraterin und begleitet ihn bei Staatsbesuchen. 
Von 1999 bis 2018 war sie Geschäftsführerin des Parlamentsklubs der Grünen.
Im Februar 2018 meldete Doris Schmidauer ihr Gewerbe als selbstständige Unternehmensberaterin an, aktiv tätig war sie als solche aber bisher nicht.

## Publikationen (Auswahl)
- Land der Töchter zukunftsreich, aufgezeichnet von Nina Horaczek, Molden, 2025, ISBN 978-3-222-15134-7.[19]